# C.A. Thayer
Le C.A. Thayer est une goélette construite en 1895 près d'Eureka, en Californie. La goélette est maintenant conservée dans le San Francisco Maritime National Historical Park. Elle est l'un des derniers survivants des goélettes à voile dans le commerce du bois de la côte ouest vers San Francisco en provenance de Washington, de l'Oregon et de la Californie du Nord. Elle est inscrite au Registre national des lieux historiques et a été désignée monument historique national le 13 novembre 1966. Ce navire est toujours utilisé pour de nombreuses excursions

## Historique
Le C.A. Thayer a été construit par Hans Ditlev Bendixsen (en), dans son chantier naval, situé de l'autre côté de la baie de Humboldt près de la ville d'Eureka en Californie du Nord. Bendixsen avait également construit le Wawona (1897) qui a été démantelé en 2009.

### Transport de bois

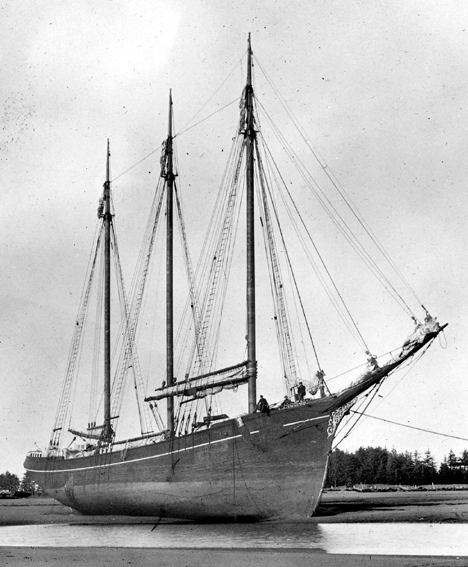
C.A. Thayer en 1903 (Grays Harbor

Entre 1895 et 1912, C.A. Thayer naviguait généralement depuis E.K. Wood's Mill à Grays Harbor à San Francisco. Mais la goélette a également transporté du bois jusqu'au sud du Mexique et s'est parfois même aventurée au large d'Hawaï et des Fidji. Ce voilier est typique du genre de goélette à trois mâts souvent utilisée dans le commerce du bois sur la côte ouest avec une capacité de chargement de 1 360 m3. Elle transportait environ la moitié de sa charge sous le pont, le bois restant étant empilé sur le pont. Au port, son petit équipage de huit ou neuf hommes était également chargé du chargement et du déchargement du navire. Son déchargement nécessitait une journée de travail en moyenne.
Avec l'augmentation de l'utilisation de la vapeur pour le commerce du bois, et après avoir subi de graves dommages lors d'un coup de vent, C.A. Thayer a été retiré du commerce du bois en 1912 et converti pour être utilisé dans la pêche au saumon en Alaska.

### Pêche au saumon
Au début de chaque avril de 1912 à 1924, C.A. Thayer a navigué de San Francisco pour l'ouest de l'Alaska. À bord, il transportait des bateaux de filet maillant de 8,5 m, des paquets de douves de baril, des tonnes de sel et un équipage de pêcheurs et d'ouvriers de conserverie. Il passait ensuite l'été ancré dans un camp de pêche comme Squaw Creek ou Koggiung. Sur place, les pêcheurs travaillaient leurs filets et les ouvriers de la conserverie emballaient les prises à terre. Puis le navire retournait à San Francisco chaque septembre, transportant des barils de saumon salé.
Les navires du commerce du sel et du saumon s'arrêtaient généralement pendant les mois d'hiver, mais lorsque la Première Guerre mondiale a gonflé les taux de fret, le C.A. Thayer a retransporté le sapin du Nord-Ouest et le séquoia de Mendocino en Australie. Ces voyages hors saison duraient environ deux mois dans chaque sens. Sa cargaison de retour était généralement du charbon, mais parfois du bois dur ou du coprah.

### Pêche à la morue
Entre 1925 et 1930, C.A. Thayer a fait des voyages annuels de Poulsbo  aux eaux de pêche à la morue de la mer de Béring en Alaska. En plus du ravitaillement, le navire transportait plus de trente hommes vers le nord, dont quatorze pêcheurs et douze « habilleurs » (les hommes qui nettoyaient et asséchaient les prises). Vers 4 h 30 chaque jour, les pêcheurs lançaient leurs doris en mer puis pêchaient debout, les lignes à main larguées des deux côtés de leurs petits bateaux. Lorsque la pêche était bonne, un homme pouvait attraper 300 à 350 morues en cinq heures.
Après une décennie d'immobilisation au Lac Union à l'époque de la Grande Dépression, l'United States Army a acheté C.A. Thayer à J.E. Shields pour une utilisation dans l'effort de guerre. En 1942, l'armée a retiré ses mâts et l'a utilisé comme barge de munitions en Colombie-Britannique. Après la Seconde Guerre mondiale, Shields a racheté son navire à l'armée, l'a de nouveau équipé de mâts et l'a renvoyé à la pêche à la morue. Son dernier voyage a eu lieu en 1950.

### Préservation
L'État de Californie a acheté C.A. Thayer en 1956. Après une restauration préliminaire à Seattle, dans l'État de Washington, un équipage de volontaires l'a conduit le long de la côte jusqu'à San Francisco.
Le musée maritime de San Francisco a effectué des réparations et des réaménagements plus importants et a ouvert C.A. Thayer au public en 1963. Le navire a été transféré au National Park Service en 1978 et désigné National Historic Landmark en 1984.
Après 40 ans en tant que navire musée, le C.A. Thayer a de nouveau été restauré, une restauration qui a duré trois ans à partir de 2004, et qui a entraîné son retrait temporaire de sa couchette au parc historique national maritime de San Francisco. Environ 80% des bois du navire ont été remplacés par de nouveaux bois correspondant au bois d'origine. Le navire est retourné à Hyde Street Pier (en) le 12 avril 2007.

## Galerie

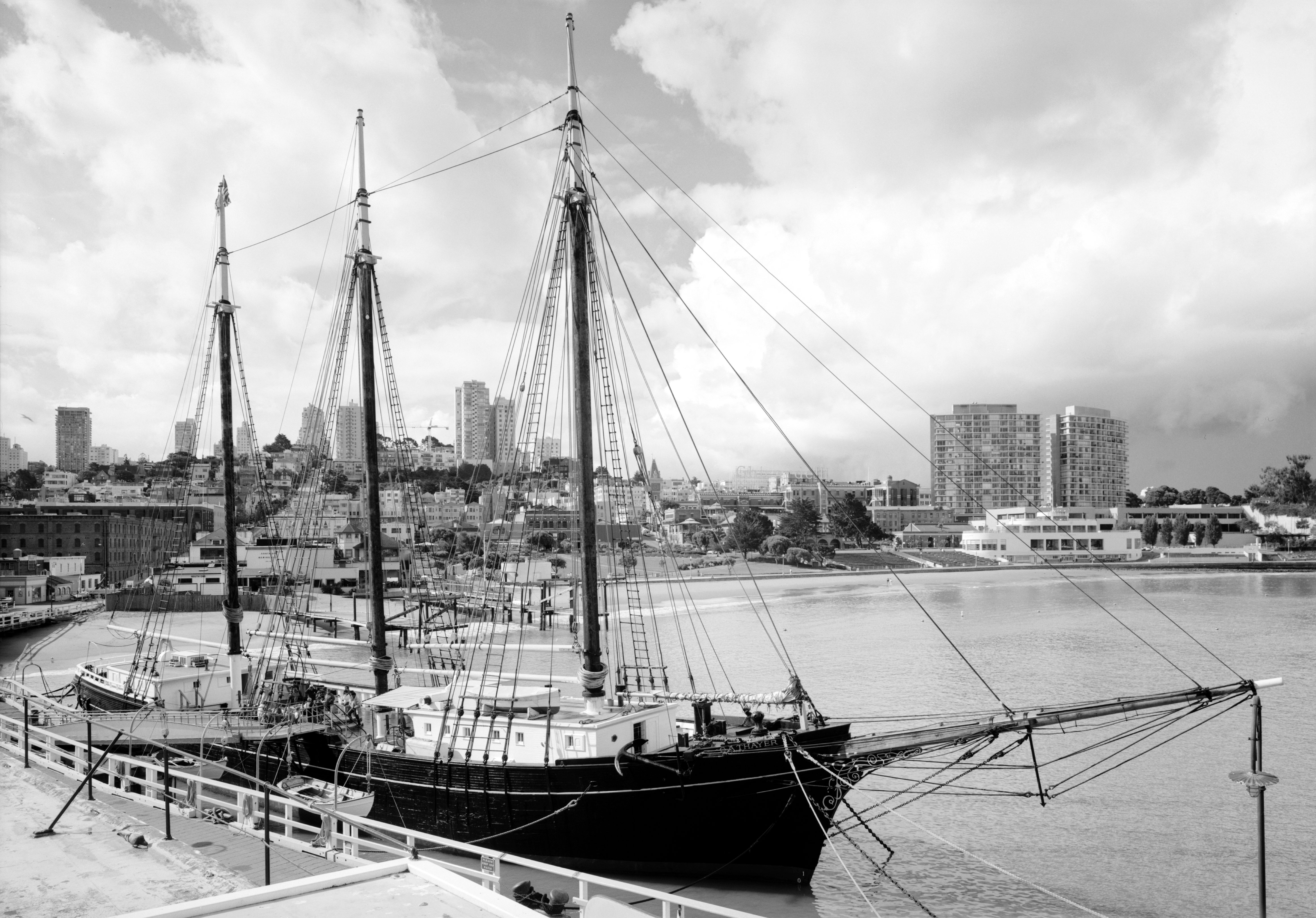
C.A. Thayer en 1988 (San Francisco)
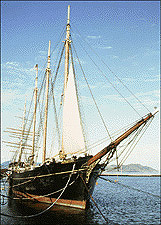
C.A. Thayer sous voiles
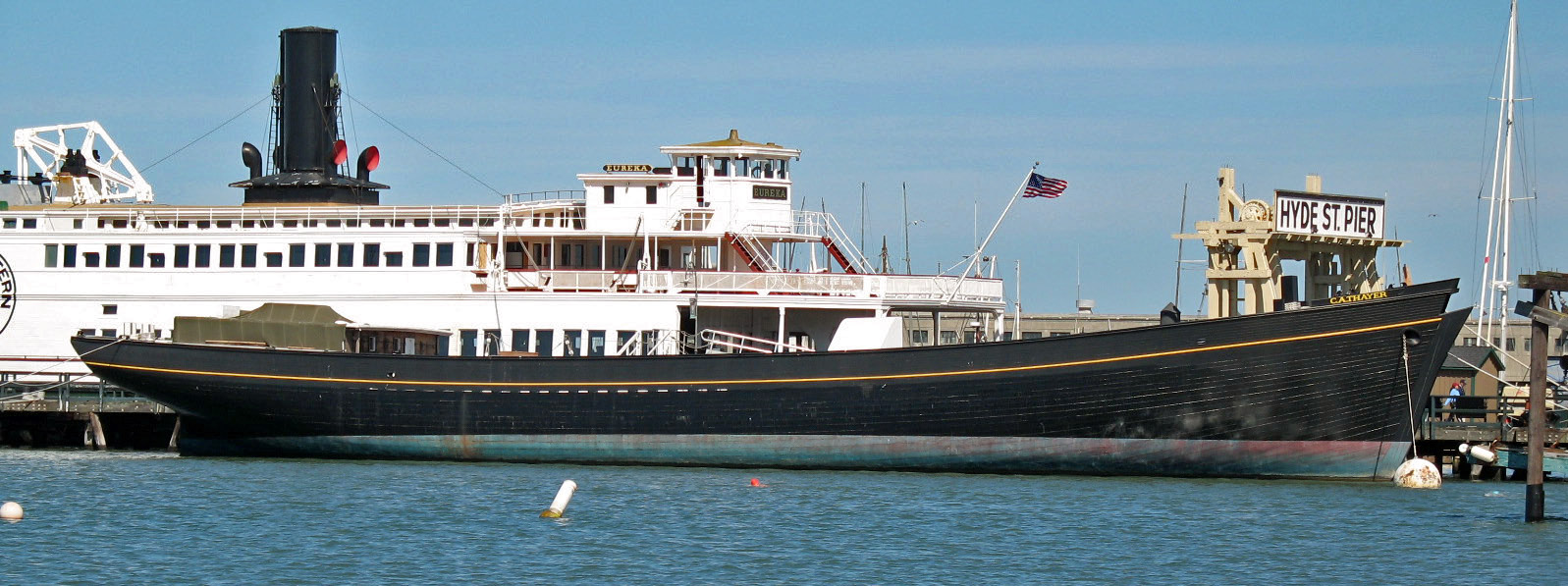
Durant sa restauration en 2008